# Kabinett Amato I
Das Kabinett Amato I regierte Italien vom 28. Juni 1992 bis zum 28. April 1993. Davor regierte das Kabinett Andreotti VII, danach das Kabinett Ciampi. Die Regierung von Ministerpräsident Giuliano Amato wurde von folgenden Parteien im Parlament getragen:
- Democrazia Cristiana (DC)
- Partito Socialista Italiano (PSI)
- Partito Socialista Democratico Italiano (PSDI)
- Partito Liberale Italiano (PLI).

Die Regierung Amato musste während des Zusammenbruchs des alten Parteiensystems ein enormes Haushaltsdefizit mit drakonischen Maßnahmen unter Kontrolle bringen. Mit dieser Regierung begann ein lange anhaltender Reformprozess in der öffentlichen Verwaltung, in den Sozialsystemen sowie im Bereich der Staatsbeteiligungen.

## Minister
| Ministerien                    | Name | Partei        |
| ------------------------------ | --- | ------------- |
| Ministerpräsident              | Giuliano Amato                                                                                              | PSI           |
| Äußeres                        | Vincenzo Scotti (bis 29. Juli 1992) Giuliano Amato (bis 1. August 1992) Emilio Colombo (ab 1. August 1992)  | DC PSI DC     |
| Inneres                        | Nicola Mancino                                                                                              | DC            |
| Justiz                         | Claudio Martelli (bis 10. Februar 1993) Giovanni Conso (ab 12. Februar 1993)                                | PSI parteilos |
| Verteidigung                   | Salvo Andò                                                                                                  | PSI           |
| Haushalt                       | Franco Reviglio (bis 21. Februar 1993) Beniamono Andreatta (ab 21. Februar 1993)                            | PSI DC        |
| Finanzen                       | Giovanni Goria (bis 19. Februar 1993) Franco Reviglio (bis 30. März 1993) Giuliano Amato (ab 1. April 1993) | DC PSI        |
| Schatz                         | Piero Barucci                                                                                               | DC            |
| Staatsbeteiligungen            | Giuseppe Guarino                                                                                            | DC            |
| Landwirtschaft                 | Giovanni Fontana (bis 21. März 1993) Alfredo Diana (ab 22. März 1993)                                       | DC            |
| Öffentliche Arbeiten           | Francesco Merloni                                                                                           | DC            |
| Verkehr                        | Giancarlo Tesini                                                                                            | DC            |
| Handelsmarine                  | Giancarlo Tesini                                                                                            | DC            |
| Industrie                      | Giuseppe Guarino                                                                                            | DC            |
| Außenhandel                    | Claudio Vitalone                                                                                            | DC            |
| Post                           | Maurizio Pagani                                                                                             | PSDI          |
| Gesundheit                     | Francesco De Lorenzo (bis 21. Februar 1993) Alfredo Diana (ab 21. Februar 1993)                             | PLI           |
| Arbeit und Soziales            | Nino Cristofori                                                                                             | DC            |
| Kulturgüter                    | Alberto Ronchey                                                                                             | parteilos     |
| Umwelt                         | Carlo Ripa di Meana (bis 7. März 1993) Valdo Spini (ab 9. März 1993)                                        | PSI           |
| Schulen                        | Rosa Russo Iervolino                                                                                        | DC            |
| Hochschulen und Forschung      | Alessandro Fontana                                                                                          | DC            |
| Tourismus                      | Margherita Boniver                                                                                          | PSI           |
| Minister ohne Geschäftsbereich | Name | Partei        |
| Soziales                       | Adriano Bompiani                                                                                            | DC            |
| Städte                         | Carmelo Conti                                                                                               | PSI           |
| Europa und Regionen            | Raffaele Costa (bis 21. Februar 1993) Gianfranco Ciaurro (ab 21. Februar 1993)                              | PLI           |
| Zivilschutz                    | Ferdinando Facchiano                                                                                        | PSDI          |
| Privatisierungen               | Paolo Baratta                                                                                               | parteilos     |